# خوسيه خوسيه مورينو
خوسيه خوسيه مورينو (بالإسبانية: José Elías Moreno)‏ هو ممثل مكسيكي، ولد في 12 نوفمبر 1910 في المكسيك، وتوفي في 15 يوليو 1969 في المكسيك بسبب حادث مرور.

## وصلات خارجية
- خوسيه خوسيه مورينو على موقع IMDb (الإنجليزية)
- خوسيه خوسيه مورينو على موقع أول موفي (الإنجليزية)
- خوسيه خوسيه مورينو على موقع أول موفي (الإنجليزية)
- خوسيه خوسيه مورينو على موقع قاعدة بيانات الفيلم (الإنجليزية)